# Al Djfara
Al Djfara (en arabe : الجفارة) est une des 22 chabiyat de Libye. 
Sa capitale est El Azizia.